# Brännan (naturreservat, Årjängs kommun)
Brännan är ett naturreservat i Årjängs kommun i Värmlands län.
Området är naturskyddat sedan 2002 och är 155 hektar stort. Reservatet omfattar höjder sjöar och mindre våtmarker. Reservatet består av äldre granskog, tallskog och lövsumpskog.